# Brandon Scherff
Brandon Scherff (Denison, 26 dicembre 1991) è un ex giocatore di football americano statunitense che ha milita nel ruolo di offensive tackle per 10 stagioni nella National Football League (NFL) giocando con Washington e Jacksonville. Fu scelto come quinto assoluto nel Draft NFL 2015.

## Carriera universitaria
Dopo aver giocato per la Denison High School, ai tempi della quale oltre a giocare sia come offensive che defensive lineman fu anche quarterback nel suo anno da sophomore, Scherff, considerato da Rivals.com il 44º miglior prospetto tra gli offensive lineman nella classe di reclutamento del 2010, decise di optare per l'Università dell'Iowa nonostante offerte pervenutegli anche da università tra cui Kansas State, Missouri, e Nebraska.
Dopo essere stato inserito tra i redshirt (coloro cioè che possono al massimo allenarsi con la squadra ma non disputare incontri ufficiali) nel suo anno da freshman, Scherff nel 2011 giocò come guardia destra, ruolo nel quale prese parte ad 11 incontri (partendo 3 volte come titolare) e che gli valse l'inserimento nel Big Ten Conference All-Freshman team. L'anno seguente, complice l'approdo in NFL di Riley Reiff, Scherff fu spostato nel ruolo di tackle sinistro, ruolo nel quale scese in campo come titolare nei primi 7 incontri della stagione, prima di rompersi un perone e slogarsi una caviglia nel primo quarto della partita che vedeva Iowa opposta a Penn State e perdere così il resto della stagione.
Nel 2013 riuscì finalmente a disputare una stagione intera, partendo come tackle sinistro titolare in tutti e 13 gli incontri disputati da Iowa e venendo inserito nel Second team All-American da Football Writers Association of America, Phil Steele e College Sports Madness e nel First team All-Big Ten dagli allenatori della conference, da Sporting News ed ancora da Phil Steele e College Sports Madness. Dopo questa sua quarta stagione al college Scherff era già considerato uno dei migliori offensive lineman della nazione, ma preferì ripresentarsi ai nastri di partenza della stagione collegiale 2014 per completare il suo percorso sportivo universitario. Nel 2014 fu ancora una volta il tackle sinistro titolare della rappresentativa dell'Università dell'Iowa, partendo ancora una volta come titolare in tutti e 13 gli incontri disputati dagli Hawkeyes e consacrandosi come uno dei migliori offensive lineman, se non il migliore, a livello nazionale della stagione, come testimoniato dagli innumerevoli premi ricevuti, tra cui spicca l'Outland Trophy, premio assegnato annualmente al miglior interior lineman del panorama collegiale nazionale, il Rimington–Pace Offensive Lineman dell'Anno, premio assegnato annualmente al miglior offensive lineman della Big Ten Conference e l'inserimento all'unanimità nel First-Team All-American.
Vittorie e premi
- Unanimous All-American (2014)
- Second team All-American (2013)
- First team All-Big Ten (2013, 2014)
- Rimington–Pace Offensive Lineman dell'Anno della Big Ten Conference (2014)
- Outland Trophy (2014)

## Carriera professionistica

### Washington Redskins/Football Team
Scherff era considerato uno dei migliori offensive lineman selezionabili al Draft NFL 2015 ed inserito tra i prospetti previsti per essere selezionati durante il primo giro. Il 30 aprile 2015 venne scelto dai Washington Redskins come quinto assoluto. Il 12 maggio Scherff siglò coi Redskins il suo contratto da rookie, un accordo quadriennale da circa 22,6 milioni di dollari di cui 13,7 milioni garantiti alla firma e un'opzione per un quinto anno. Debuttò come professionista partendo come titolare nella gara del primo turno contro i Miami Dolphins. La sua stagione da esordiente si concluse disputando tutte le 16 partite come titolare e venendo inserito dalla Pro Football Writers Association (PFWA) nella sua formazione ideale dei rookie.
Al termine della stagione 2016 Scherff fu convocato per il primo Pro Bowl in carriera, selezione ottenuta anche l'anno successivo.
Il 16 marzo 2020, i Redskins applicarono su Scherff la franchise tag. A fine stagione fu convocato per il suo quarto Pro Bowl e inserito per la prima volta nel First-team All-Pro.
Nel marzo 2021 su Scherff fu nuovamente applicata la franchise tag. A fine stagione fu convocato per il suo quinto Pro Bowl.

### Jacksonville Jaguars

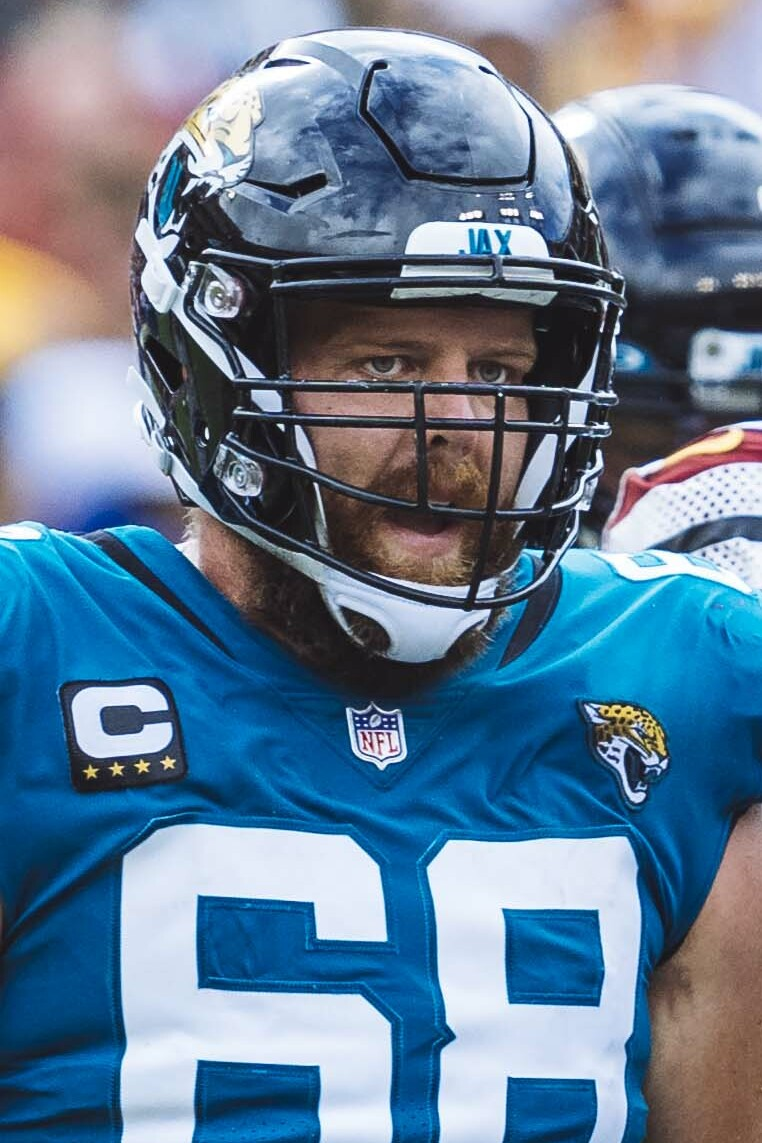
Scherff con Jacksonville nel 2022

Il 14 marzo 2022 Scherff firmò un contratto triennale del valore di 49,5 milioni di dollari con i Jacksonville Jaguars. Giocò da guardia destra titolare tutte le gare stagionali dei Jaguars per le stagioni 2022, 2023 e 2024.

### Ritiro
Il 14 agosto 2025 Scherff annunció il suo ritiro dal football professionistico dopo 10 anni di carriera, con all'attivo 140 gare giocate tutte da titolare, cinque selezioni al Pro Bowl e una nel first-team All-Pro.

## Palmarès
- Convocazioni al Pro Bowl: 5

2016, 2017, 2019, 2020, 2021
- First-team All-Pro: 1

2020
- PFWA All-Rookie Team - 2015